# Organum
Ne doit pas être confondu avec Orgue ou Novum organum.
Dans la musique occidentale médiévale, l’organum est un genre musical à la fois vocal et sacré, destiné à mettre en valeur l'interprétation d'un passage de plain-chant préexistant par l'adjonction d'une ou plusieurs voix.
Le terme désigne également le procédé d'écriture associé à ce genre musical. Généralement considéré comme le stade le plus primitif de la polyphonie — les premières traces écrites remontent au IXe siècle, dans le célèbre traité Musica enchiriadis —, l'organum s'est surtout généralisé aux XIe et XIIe siècles.

## Organum parallèle
L'organum parallèle ou diaphonie comporte deux parties :
- la voix principale (vox principalis) : elle repose sur un fragment de mélodie grégorienne et est placée en haut, du moins au cours des premiers siècles ;
- la voix organale (vox organa) : c'est le contre-chant ajouté à la voix principale en guise d'accompagnement.

Le rythme n'est pas noté, et suit la prosodie du chant grégorien, issue de la métrique de la poésie classique.

## Déchant
La voix principale de l'organum se trouve de plus en plus souvent placée en dessous de la voix organale, ce qui permet les premières tentatives de mouvement contraire note contre note, ce qui est la définition du déchant. En effet, il ne semble pas que le déchant ait été tenté avec le chant grégorien situé au-dessus de la voix organale.

## Organum purum
L'organum purum est un ancien style de polyphonie dans lequel la mélodie grégorienne est soutenue par le ténor en longues valeurs pendant qu'une nouvelle voix chante des mélismes sur les mêmes syllabes. La progression du ténor est en occurrence[pas clair] avec la longueur des mélismes sur la voyelle de la partie organale, les consonances sont toujours prononcées en même temps.

## Organum fleuri
À partir du XIIe siècle, l'organum évolue vers de plus en plus de fioritures dans la voix organale, et devient « organum fleuri ». Désormais, la voix principale, toujours en bas et appelée « ténor » — ou « teneur », car elle « tient » le chant — ou cantus firmus, déroule le thème grégorien en valeurs longues, et la voix organale chante au-dessus d'elle avec de multiples fioritures et ornementations aux rythmes complexes. 
- Le nombre de voix organales est variable : on parle de duplum, lorsqu'il y une seule voix organale (car il y a en tout deux voix avec le cantus firmus), de triplum, lorsqu'il y en a deux, et de quadruplum lorsqu'il y en a trois.
- On constate l'apparition des tierces et des sixtes comme consonances imparfaites (voir aussi faux-bourdon).
- Le XIIe siècle, avec l'école de Notre-Dame, marque l'apogée de l'organum, qui est progressivement remplacé par le motet au XIIIe siècle.

Le conduit, qui cohabite un temps avec l'organum, est une forme musicale paraliturgique fondée sur des textes poétiques dans laquelle la voix principale n'est pas issue du répertoire liturgique, mais purement composée pour l'occasion.
Le motet est dérivé de l'organum fleuri, et, au XIVe et XVe siècles, peut parfois reposer sur une pluralité de textes chantés simultanément (sans toujours qu'ils aient de lien entre eux).